# Diócesis de Chełm
La diócesis de Chełm (en latín: Dioecesis Chelmensis y en polaco: Diecezja chełmska) fue una circunscripción eclesiástica de la Iglesia católica en Polonia. Se trataba de una diócesis latina, sufragánea de la arquidiócesis de Leópolis. Fue suprimida el 23 de septiembre de 1805 y restaurada como diócesis titular el 2 de marzo de 2009. Desde el 20 de abril de 2013 su obispo es el Stanisław Jamrozek.

## Territorio y organización

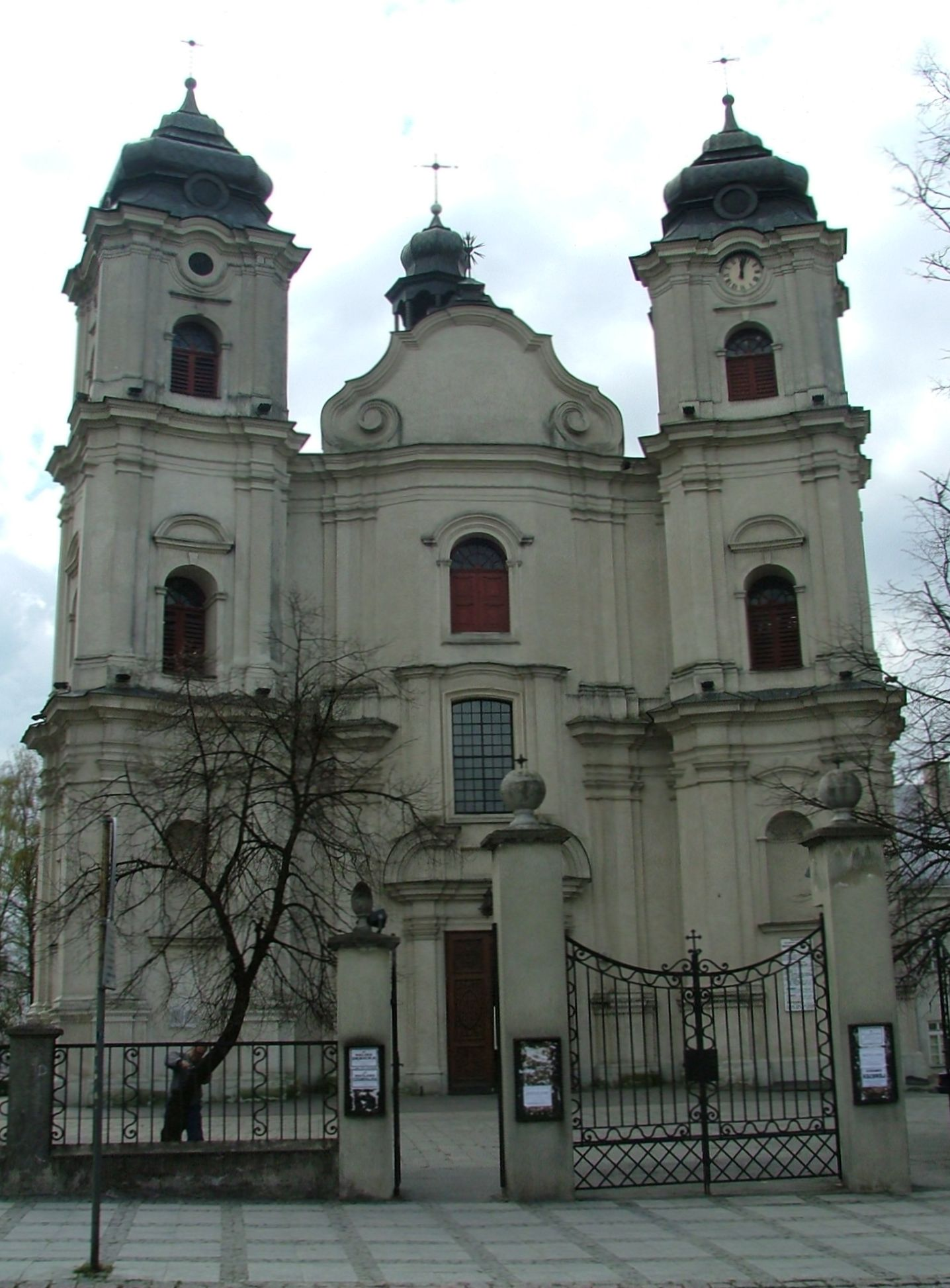
Iglesia del Envío de los Santos Apóstoles, en Chełm

La diócesis extendía su jurisdicción sobre los fieles católicos de rito latino residentes en parte del actual voivodato de Lublin.

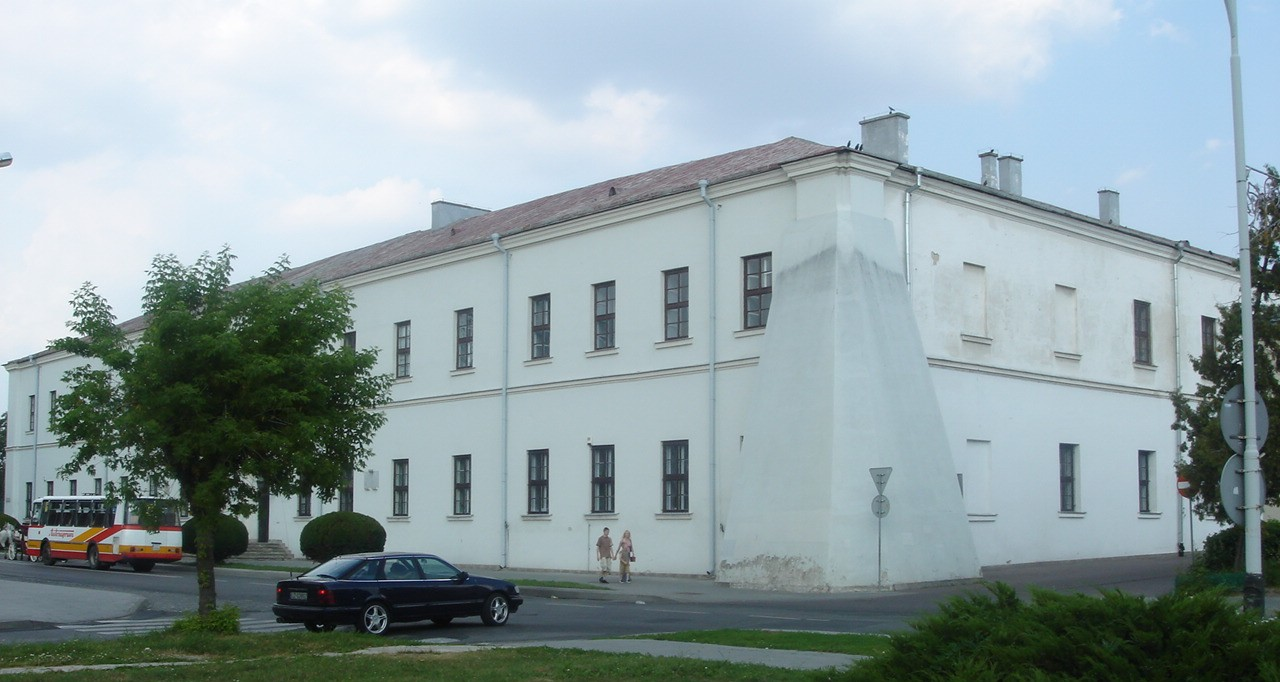
Academia de Zamość, fundada en 1600, que también sirvió como el primer seminario de la diócesis de Chełm

La sede de la diócesis se encontraba en la ciudad de Chełm (1375-1490), luego en Krasnystaw (1490-1664), de nuevo Chełm (1664-1773) y de nuevo Krasnystaw (1773-1807), en donde la catedral era la iglesia de San Francisco Javier, mientras que en Chełm lo fue la del Envío de los Santos Apóstoles, hoy ambas pertenecientes a la arquidiócesis de Lublin.
En 1790 en la diócesis existían 153 parroquias agrupadas en 12 decanatos. Existían además una iglesia colegiata (en Lublin), 2 seminarios teológicos (Krasnystaw, Lublin), 30 monasterios masculinos (410 monjes), 4 monasterios femeninos (113 monjas), 78 hospitales, 60 escuelas parroquiales supervisadas por la Comisión de Educación Nacional, 44 hermandades eclesiásticas.

## Historia
Los orígenes de la diócesis de Chełm están ligados a una antigua diócesis medieval establecida en Łuków, a unos 100 km al noroeste de Chełm, como pied-à-terre de la misión de evangelización de la tribu lituana jadvinghi. De hecho, se conoce al obispo misionero dominico Enrique, nombrado por el legado papal Alberto en 1248. Una carta del papa Inocencio IV del 13 de julio de 1254 autorizó la separación de Łuków de la diócesis de Cracovia (hoy arquidiócesis de Cracovia) para la erección de una nueva diócesis; es probable que el obispo Bartolomé, franciscano, fuera designado para esta sede el 1 de febrero de 1257.
La diócesis católica de Chełm fue fundada en el territorio de las llamadas ciudades de Cherven, que fueron objeto de disputas entre la dinastía Rúrikovich reinante en la Rus de Kiev y la monarquía de la primera dinastía Piast en Polonia. En la primera mitad del siglo XIII Chełm se convirtió en la capital del poderoso Principado de Galicia-Volinia, creado por Daniel de Galitzia (quien en 1240 estableció la eparquía ortodoxa de Chełm). En los años 1340-1387 tuvo lugar una lucha por la herencia de este estado entre Polonia, Lituania y Hungría. La zona de las antiguas ciudades de Cherven (la parte del ducado de Vladimir) fue tomada por Casimiro III de Polonia circa 1340. Las posteriores luchas por la Rutenia galitzia con Leópolis y Hálych, así como la presión de los lituanos, hicieron que el rey polaco aceptara ceder los territorios del ducado de Vladimir a su gobernante anterior, Jerzy Narymuntowicz, sobrino del entonces no nacido Vladislao II de Polonia, como Ducado de Bełz. Este ducado era formalmente un feudo de Polonia y Lituania. En Chełm, los polacos dejaron una guarnición militar para garantizar sus derechos.

### Inicios de la diócesis
Casimiro III intentó organizar una Iglesia católica en los territorios ortodoxos ocupados. Se pretendía fundar una metrópolis de Galitzia con varias diócesis sufragáneas. Uno de ellas debía tener su sede en Chełm. El 20 de mayo de 1358 o 1359 el franciscano Tomasz da Sienno recibió la nominación papal para el obispado de Chełm como sufragáneo de la arquidiócesis de Gniezno (el arzobispado en Hálych o Galitzia aún no estaba organizado). Las circunstancias descritas anteriormente no permitieron la erección de la diócesis, y el obispo de Chełm permaneció en Cracovia y trabajó como obispo auxiliar de la diócesis de Cracovia. La diócesis, como sufragánea de la arquidiócesis de Hálych (cuya sede desde 1412/1414 se trasladó a Leópolis), fundada en 1366, fue erigida recién en 1375 por el papa Gregorio XI mediante bula del mes de febrero. 
En 1377 Luis I de Hungría destituyó a Jerzy Narymuntowicz y se crearon las condiciones para la organización real de la diócesis. En 1377, el rey húngaro Luis, junto con su gobernador en Rutenia, Vladislao II de Opole, obtuvo permiso del papa Gregorio XI para establecer la metrópolis de Hálych con sedes sufragáneas en Przemyśl, Volodímir y Chełm. La bula de nombramiento fue emitida el 13 de febrero de 1377. Sin embargo, el nombramiento no se realizó rápidamente. Recién en 1388 el franciscano Esteban de Lviv fue nombrado obispo. En 1388, la Tierra de Chełm fue fundada como una unidad administrativa independiente, disfrutando de derechos casi iguales a los de un voivodato, y se estableció el escudo de armas de Chełm. El obispo Esteban no tenía prisa en asumir la sede sufragánea y permaneció sucesivamente como obispo auxiliar de Kamień, Poznan y Włocławek. La causa fue probablemente la situación política todavía incierta de la diócesis y probablemente también jugó un papel importante la falta de fondos para el obispado. Sólo cuando el arzobispo de la metrópolis de Hálych, Jakub Strzemię , comenzó a organizar las primeras parroquias (10) en la diócesis de Chełm, el candidato apareció en su sede alrededor de 1404, probablemente temiendo la liquidación del obispado. La cuestión se complicó aún más con las reivindicaciones de los obispos de Lebus sobre estos territorios, rechazadas por el papa en 1375, pero aún así renovadas. Sus acciones no fueron muy impresionantes, porque en 1409 la diócesis de Chełm fue incorporada a la diócesis lituana de Lutsk (antes Vladimir). Fue también una expresión de la disputa entre Polonia y Lituania sobre los territorios de la diócesis. La Unión de Horodło (1413) confirmó finalmente que la tierra de Chełm pertenecía a Polonia, y al mismo tiempo se restableció la diócesis de Chełm. Nombrado obispo en 1417, el dominico Jan Biskupiec recibió ocho aldeas de Vladislao II de Polonia como dotación episcopal y pudo comenzar a construir la estructura de la Iglesia y comenzar la lucha por el gobierno de las almas con la Iglesia ortodoxa dominante en su diócesis. 
En aquel momento, la diócesis tenía una superficie de aproximadamente 19 000 km² y era una de las más pequeñas de la Mancomunidad de Polonia-Lituania. Según la bula de 1375, debía ser idéntica a la diócesis ortodoxa previamente establecida. En última instancia, comprendía el área del voivodato de Bełz (hasta 1462 un ducado feudal propiedad de los duques de Mazovia) sin el condado de Lubaczów (diócesis de Przemyśl) y dos parroquias (Radziechów, Busk), pertenecientes a la arquidiócesis de Leópolis. Incluía la Tierra de Chełm, un enclave del voivodato de Rutenia, separado del resto del voivodato por el voivodato de Bełz. Además, al oeste incluía la zona alrededor de Biłgoraj del voivodato de Lublin (hasta 1474 voivodato de Sandomierz), y al este dos parroquias del voivodato de Volinia (hasta 1569 parte del Gran Ducado de Lituania).

### SigloXV
Circa 1417, para conmemorar la exitosa victoria en Grunwald, Jagiełło fundó una catedral de madera en Chełm, dedicada a Santa Presentación de la Bienaventurada Virgen María y el Envío de los Apóstoles. Jan Biskupiec inició esfuerzos para expandir sus dominios. El 17 de octubre de 1424 logró obtener el consentimiento del papa Martín V para anexar el distrito de Lublin a su diócesis y trasladar la capital a Lublin (anteriormente sujeta a la diócesis de Cracovia). Sin embargo, a partir de 1423 el obispo de Cracovia fue el cada vez más poderoso Zbigniew Oleśnicki, que no permitió que se limitaran los territorios de su diócesis y ya en 1425 consiguió la anulación de decisiones papales anteriores. El obispo Biskupiec convocó el primer sínodo diocesano y en 1429 estableció un capítulo catedralicio. Estaba formado por dos prelaturas (preboste, deán) y diez canonjías. Władysław Jagiełło dotó al capítulo con el pueblo de Parypse cerca de Chełm y le asignó 100 grivnas de renta anual pagadas por los arrendatarios de la aduana en Hrubieszów. A mediados del siglo XV los ingresos del obispado se estimaban en 60 florines de oro. Esto no era mucho, porque en ese mismo momento el obispo de Cracovia poseía alrededor de 150 florines sólo de la finca de Lublin. En 1490, el obispo Maciej de Stara Łomża, con el consentimiento de Casimiro IV Jagellón, trasladó la sede episcopal a Krasnystaw. La iglesia de Todos los Santos se convirtió en la catedral. En aquel tiempo la diócesis contaba con 42 parroquias.

### SigloXVI
Después de que el Senado se formara finalmente durante el reinado de Segismundo I Jagellón el Viejo, el obispo de Chełm ocupó el último, el décimo lugar entre los senadores espirituales. Tras la Unión de Lublin cayó al decimotercer puesto, pero ya no era el último. Segismundo II Augusto Jagellón hizo nuevas donaciones al obispado y al capítulo. Al final de su reinado, los ingresos del obispado se estimaron en 2000 florines, y el capítulo recibió una segunda aldea y prebendas transferidas por el obispo en forma de parroquias en Drohobycz, Hrubieszów y Grabowiec. Desde mediados del siglo XVI en adelante, la diócesis, que operaba en un área habitada predominantemente por creyentes ortodoxos, también tuvo problemas con el éxito de la Reforma protestante. El más tarde primado Jakub Uchański, no pudo impedir que sus fieles cambiaran de religión. A finales del siglo XVI había en la diócesis 23 comunidades evangélicas y 3 comunidades de los Hermanos Polacos. Sólo el obispo Stanisław Gomoliński, que en 1597 informó a la Santa Sede que 24 iglesias parroquiales habían sido convertidas en congregaciones, tomó medidas. En esto contribuyó el avance de la creciente Contrarreforma. Gomoliński fue un participante activo en el Sínodo de la Unión de Brest (1596), cooperó con Jan Zamoyski en el establecimiento de la Academia Zamoyski (se fundó en 1600, una de las más importantes de Polonia, especialmente en la formación del clero) y organizó el primer capítulo colegiado de la diócesis en Zamość, financiado por el canciller (erigido por el papa Clemente VIII en 1594). Los obispos de Chełm eran cancilleres ex officio de la Academia, y las prebendas de los canónigos colegiados eran la remuneración real de los profesores de la Academia (inicialmente Zamoyski fundó 3 prelaturas: decano, escolástico, custodio y 4 canónigos, más tarde se añadieron 8 canónigos más).

### SigloXVII
Las acciones de Gomoliński y sus sucesores: Jerzy Zamoyski, y especialmente el posterior primado Maciej Łubieński, dieron resultados. En 1648 sólo quedaban en la diócesis cinco congregaciones evangélicas y dos congregaciones de los Hermanos Polacos. A principios del siglo XVII, Jerzy Zamoyski construyó un castillo en Skierbieszów, residencia del obispo. Sólo sobrevivió hasta el diluvio sueco, cuando fue destruido y en 1659 abandonado por completo. En 1604 el mismo obispo dividió la diócesis en decanatos (a principios del siglo XV probablemente había un decanato de Bełz, pero no hay mención posterior de él). Fundó diez de ellos: Bełz, Chełm, Grabowiec, Hrubieszów, Krasnystaw, Luboml, Magierów, Sokal, Turbin y Zamość. En 1624 el obispo Łubieński fundó el decanato en Potylicz en lugar del decanato en Magierów. Esta organización de la diócesis sobrevivió hasta los cambios realizados en relación con las particiones de Polonia. El mérito del obispo Łubieński fue el ulterior desarrollo de la red parroquial.
En 1627 la diócesis contaba con 73 parroquias, repartidas entre los diez decanatos antes mencionados y la colegiata de Zamość. Además, había cinco monasterios masculinos en la diócesis. El número de creyentes era aproximadamente 40 000. Hay que recordar que en aquella época la mayoría de los habitantes de estas tierras eran uniatos, aunque algunos seguían siendo ortodoxos. El número de protestantes estaba disminuyendo rápidamente. En aquella época las parroquias de la diócesis contaban con 16 hospitales (en el siglo XV, 1; en el siglo XVI, 3) y 35 escuelas parroquiales. En aquella época se entendía por hospital (hospicio) un pequeño albergue para entre 5 y 10 personas enfermas y enfermas. Las cofradías de la iglesia estaban activas. La visita de 1628/1629 enumera 6 de ellas: Corpus Christi, literaria, 2 rosarios y 2 Santa Ana. En 1622 apareció el primer obispo auxiliar, Abraham Śladkowski y esta institución duró hasta el final de la diócesis. Anteriormente, el obispo era asistido en el gobierno de la diócesis por funcionarios y vicarios generales designados por él, a menudo por una sola persona. A partir de ese momento, el obispo auxiliar fue el oficial y vicario general. En 1640, Katarzyna Zamoyska, de soltera Ostrogska, esposa del segundo ordenato, Tomasz Zamoyski, fundó el primer seminario de la diócesis para 12 alumnos. El seminario se organizó en la colegiata en el marco de la Academia Zamość. Posteriormente se encontraron patrocinadores para 11 alumnos más.
Las tropas cosacas de Jmelnitski también llegaron a la diócesis de Chełm. El obispo Stanisław Pstrokoński calculó en 1653 que 54 iglesias fueron saqueadas y 10, incluida la catedral de Krasnystaw, fueron destruidas. 36 sacerdotes fueron asesinados, 40 murieron durante la plaga que acompañó la guerra. Los sucesivos obispos comenzaron a trabajar para devolverle la vida a la diócesis. En 1664 Tomasz Leżeński trasladó la catedral a la iglesia de ladrillo de Chełm llamada Santo Envío de los Apóstoles, construida en 1585 en el lugar de una antigua catedral de madera. A finales del siglo XVII, en el lugar del castillo destruido, los obispos construyeron una impresionante casa solariega, también situada en Skierbieszów, pero en el otro lado (norte) del río Wolica. El señorío sobrevivió hasta 1915. El número de prelaturas del cabildo catedralicio aumentó. En 1639 para un arcediano, en 1642 para una custodia, en 1663 para un cargo escolar, en 1680 para una cancillería y una cantoría. Llegaron también dos canonjías. Los fundadores de todas las dignidades, incluidos los obispos y otros sacerdotes, les otorgaron prebendas. El cabildo catedralicio contaba pues con 7 prelaturas y 12 canonjías ordinarias. Para obtener la prelatura de arcediano, escolástico y canciller, los fundadores impusieron el requisito de tener un doctorado en teología o derecho canónico. A finales del siglo XVII los ingresos del obispado se estimaban en 6700 florines polacos. Los obispos también tenían varias prebendas en forma de abadías y canonjías en otros capítulos.

### SigloXVIII
Según la visita realizada por el obispo Krzysztof Jan Szembek, en 1717 la diócesis contaba con 81 parroquias y 1 rama concentradas en 10 decanatos y 1 colegiata (Zamość). La diócesis tenía un seminario (en la Academia de Zamość), dos colegios jesuitas (Krasnystaw, Łaszczów) y dos colegios escolapios (Chełm, Waręż), así como una red de varias docenas de escuelas parroquiales. Había 19 monasterios masculinos y 3 monasterios femeninos. El propio obispo Szembek erigió un segundo seminario en 1719, ubicándolo en Krasnystaw. El fundador, P. Czulski destinó 18 000 florines para el mantenimiento de 12 alumnos. El seminario fue dirigido inicialmente por jesuitas, más tarde por profesores de la Academia de Zamość (desde 1725), misioneros de San Vicente de Paúl (desde 1739) y sacerdotes diocesanos (desde 1783 hasta su liquidación en 1809). En 1745, los miembros del cabildo catedralicio recibieron el privilegio de llevar una distinción del papa Inocencio XII.
Hay cuatro sínodos diocesanos en el período tridentino, celebrados en 1606, 1624, 1694 y 1717. En este último sínodo también participó el obispo greco-católico de Chełm, Józef Lewicki, con su clero; entre las decisiones que se tomaron estuvo la de la fundación del seminario diocesano en Krasnystaw, que reemplazó a la academia Zamość en la formación de sacerdotes, y que luego fue trasladada a Chełm y luego a Lublin, donde todavía existe hoy.

### Después de la primera partición de Polonia
En 1772 la diócesis contaba con 88 parroquias en 10 decanatos, 129 iglesias, 1 colegiata, 22 órdenes masculinas (320 monjes), 3 órdenes femeninas (40 monjas), 2 seminarios (15 antiguos alumnos), 150 sacerdotes diocesanos y unos 82 000 fieles. Los ingresos del obispo eran de 2000 escudos romanos más las prebendas, y cada uno de los 19 prelados y canónigos, 100 escudos anuales. La primera partición de Polonia dividió la diócesis. 7 decanatos con 50 parroquias y la colegiata de Zamość quedaron bajo dominio austriaco y se incorporaron a la diócesis de Przemyśl. La diócesis reducida permaneció en la Mancomunidad de Polonia-Lituania. De 3 decanatos se formaron 4. En 1773 el obispo Antoni Onufry Okęcki trasladó de nuevo la catedral a Krasnystaw. Esta vez, la función de iglesia más importante de la diócesis fue asumida por la Iglesia de San Francisco Javier, luego de que la Compañía de Jesús fuera liquidada en el mismo año. El obispo Maciej Grzegorz Garnysz y el capítulo hicieron esfuerzos para excluir la diócesis de la metrópolis de Leópolis y anexarla a la metrópolis de Gniezno. En la práctica, desde 1782 Gniezno ya había asumido algunas de las funciones de la metrópolis: allí se dirigían las apelaciones contra las sentencias de los tribunales eclesiásticos diocesanos. Sin embargo, Roma no estuvo de acuerdo con tal cambio.
El Gran Sejm de 1790 amplió considerablemente la superficie de la diócesis de Chełm. A esta se incorporaron el voivodato de Lublin con la región de Łuków y el poviato de Stężyca del voivodato de Sandomierz. Todo a expensas de la diócesis de Cracovia. El cardenal Oleśnicki había fallecido hacía casi 350 años, por lo que el papa Pío VI confirmó los cambios sin demora mediante decreto del 8 de agosto de 1790, aunque no aceptó cambiar el nombre a Lublin-Chełm. La superficie de la diócesis era ahora mucho mayor que antes de la partición. El número de creyentes había aumentado desproporcionadamente, hasta aproximadamente 400 000. La razón fue que los territorios anexados estaban habitados casi exclusivamente por católicos. El último obispo de Chełm, Wojciech Skarszewski, elevó la oficina regional de Lublin al rango de oficina general, convirtiéndola al mismo tiempo en vicariato general. Se puede decir que era la diócesis de Chełm con la catedral en Krasnystaw y el centro principal en Lublin, porque esta ciudad se convirtió en la residencia más frecuente del obispo. El capítulo colegiado de Lublin tenía siete prelaturas y ocho canonjías ordinarias. A cambio de una parte de la dotación perdida durante la Primera Partición en 1772, el Sejm de Grodno (1793) concedió al obispo las propiedades de Iłża, Zborówek y Mirów del obispado de Cracovia, que le reportaban 70 000 zlotys de ingresos anuales. En ello participó también el obispo Wojciech Józef Skarszewski, ciudadano de la Confederación de Targowica y uno de los pocos senadores que participaron en este parlamento, considerado por muchos como vergonzoso. Durante la Insurrección de Kościuszko, el obispo Skarszewski fue condenado a muerte por traición. Fue indultado por Tadeusz Kościuszko, quien cambió su sentencia a cadena perpetua. Poco antes de que los rusos entraran en Varsovia, el obispo fue liberado. La actitud constantemente prorrusa del obispo fue recompensada en 1824 con el ascenso a la arquidiócesis de Varsovia y el título de primado del Reino de Polonia.

### Liquidación de la diócesis
La tercera partición de Polonia (1795) provocó otros cambios. Prácticamente toda la diócesis quedó bajo la partición austriaca. Sólo el decanato de Luboml, al otro lado del río Bug, con diez parroquias, cayó en manos del Imperio ruso. El obispo Skarszewski estableció una oficina separada para esta parte en Ratno, pero ya en 1798 se incorporó a la diócesis de Lutsk. Los austriacos secuestraron los bienes episcopales que le había concedido el Sejm de Grodno. A pesar de las protestas del obispo, el emperador Francisco II confirmó la confiscación en 1796.
Los invasores preparaban la reorganización de la Iglesia en los territorios tomados a la República de Polonia. El Sejm de cuatro años ya intentó cambiar el nombre de la diócesis a Lublin-Chełm. Por lo tanto, el proyecto de abolir la diócesis de Chełm y crear en su lugar la diócesis de Lublin, aprobado por el emperador en 1803, no provocó ninguna oposición entre el clero. El obispo Skarszewski, que debía hacerse cargo de la nueva diócesis de Lublin, tampoco tenía nada en contra. El proceso de liquidación de la diócesis se inició con la bula del papa Pío VII Indefessum personarum del 9 de junio de 1805. El 13 de junio de 1805 excluyó tres decanatos (Chodel, Urzędów, Zaklików, la mitad occidental del territorio diocesano, en la margen izquierda del río Vístula) con 44 parroquias de la diócesis de Chełm en favor de la recién creada diócesis de Kielce (donde se trasladó el capítulo de los canónigos de Tarnów). La siguiente bula, Quemadmodum Romanorum Pontificum, del 23 de septiembre del mismo año, abolió la diócesis de Chełm y erigió la diócesis de Lublin, nombrando obispo a Wojciech Skaryszewski. Al mismo tiempo se trasladaron la catedral, el cabildo y la sede del obispo de Krasnystaw a Lublin. La ejecución de la bula se retrasó por los acontecimientos de la guerra de 1806/1807 en tierras polacas. La diócesis de Chełm fue liquidada formalmente por el arzobispo de Leópolis, Kajetan Ignacy Kicki, el 19 de octubre de 1807, mediante la promulgación de una bula en la antigua iglesia de San Juan Bautista y San Juan Evangelista, y a partir de entonces catedral de Lublin.
El 2 de marzo de 2009 el papa Benedicto XVI incluyó la antigua sede episcopal de Chełm entre las sedes titulares.

## Episcopologio
- Tomasz da Sienno, O.F.M. † (20 de mayo de 1359-1365 falleció)
- Stefan da Leopoli, O.P. † (1380-1416 falleció)
- Jan Biskupiec, O.P. † (antes del 1 de mayo de 1417-22 de abril de 1452 falleció)
- Jan Tarnowski † (18 de agosto de 1452-17 de abril de 1462 falleció)
- Paweł z Grabowa † (14 de junio de 1463-18 de febrero de 1479 falleció)
- Jan Kaźmierski † (6 de marzo de 1480-10 de mayo de 1484 nombrado obispo de Przemyśl)
- Jan z Targowiska † (14 de mayo de 1484-26 de mayo de 1486 nombrado obispo de Przemyśl)
- Maciej ze Starej Łomży † (14 de marzo de 1490-antes del 12 de septiembre de 1505 falleció)
- Mikołaj Kościelecki † (14 de noviembre de 1505-4 de mayo de 1518 falleció)
- Jakub Buczacki † (5 de noviembre de 1518-29 de julio de 1538 nombrado obispo de Płock)
- Sebastian Branicki † (29 de julio de 1538-9 de marzo de 1539 nombrado obispo de Poznan)
- Samuel Maciejowski † (17 de octubre de 1539-22 de agosto de 1541 nombrado obispo de Płock)
- Mikołaj Dzierzgowski † (31 de mayo de 1542-30 de marzo de 1543 nombrado obispo de Cuyavia)
- Jan Dzieduski † (30 de marzo de 1543-8 de junio de 1545 nombrado obispo de Przemyśl)
- Andrzej Zebrzydowski † (8 de junio de 1545-19 de febrero de 1546 nombrado obispo de Cuyavia)
- Jan Drohojowski † (19 de febrero de 1546-25 de septiembre de 1551 nombrado obispo de Cuyavia)
- Jakub Uchański † (18 de noviembre de 1551-2 de junio de 1561 nombrado obispo de Cuyavia)
- Mikołaj Wolski † (2 de junio de 1561-31 de agosto de 1562 nombrado obispo de Cuyavia)
- Wojciech Staroźrebski Sobiejuski † (6 de noviembre de 1562-11 de diciembre de 1577 nombrado obispo de Przemyśl)
- Adam Pilchowski † (16 de junio de 1578-1585 falleció)
  - Sede vacante (1585-1590)
- Wawrzyniec Goślicki † (22 de enero de 1590-10 de mayo de 1591 nombrado obispo de Przemyśl)
- Stanisław Gomoliński † (31 de julio de 1591-30 de agosto de 1600 nombrado obispo de Lutsk)
- Jerzy Zamoyski † (19 de febrero de 1601-4 de enero de 1621 falleció)
- Maciej Łubieński † (17 de mayo de 1621-14 de abril de 1627 nombrado obispo de Poznan)
- Remigiusz Koniecpolski † (17 de mayo de 1627-26 de octubre de 1640 falleció)
- Paweł Piasecki † (27 de noviembre de 1641-28 de noviembre de 1644 nombrado obispo de Przemyśl)
- Stanisław Pstrokoński † (antes del 22 de diciembre de 1644-17 de junio de 1657 falleció)
- Tomasz Leżeński † (1 de abril de 1658-5 de septiembre de 1667 nombrado obispo de Lutsk)
- Jan Różycki † (14 de noviembre de 1667-4 de junio de 1669 falleció)
- Krzysztof Jan Żegocki † (30 de junio de 1670-11 de agosto de 1673 falleció)
- Stanisław Kazimierz Dąmbski † (18 de diciembre de 1673-19 de octubre de 1676 nombrado obispo de Lutsk)
- Stanisław Jacek Święcicki † (8 de febrero de 1677-octubre de 1696 falleció)
  - Sede vacante (1696-1699)
- Mikołaj Wyżycki † (11 de abril de 1699-5 de enero de 1705 falleció)
- Kazimierz Łubieński † (14 de diciembre de 1705-7 de mayo de 1710 nombrado obispo de Cracovia)
- Teodor Wolff von Ludinghausen, S.I. † (10 de noviembre de 1710-9 de mayo de 1712 falleció)
- Krzysztof Andrzej Jan Szembek † (22 de mayo de 1713-15 de marzo de 1719 nombrado obispo de Przemyśl)
- Aleksander Antoni Fredro † (29 de marzo de 1719-27 de septiembre de 1724 nombrado obispo de Przemyśl)
- Jan Feliks Szaniawski † (29 de enero de 1725-17 de diciembre de 1733 falleció)
  - Sede vacante (1733-1736)
- Józef Eustachy Szembek † (19 de noviembre de 1736-29 de enero de 1753 nombrado obispo de Płock)
- Walenty Wężyk † (9 de abril de 1753-22 de abril de 1765 nombrado obispo de Przemyśl)
- Feliks Paweł Turski † (22 de abril de 1765-4 de marzo de 1771 nombrado obispo de Lutsk)
- Antoni Onufry Okęcki † (4 de marzo de 1771-20 de marzo de 1780 por sucesión[nota 5] obispo de Poznan)
- Jan Alojzy Aleksandrowicz † (20 de marzo de 1780 por sucesión -12 de septiembre de 1781 falleció)
- Maciej Grzegorz Garnysz † (10 de diciembre de 1781-6 de octubre de 1790 falleció)
- Wojciech Skarszewski † (29 de noviembre de 1790-23 de septiembre de 1805 nombrado obispo de Lublin)
  - Sede suprimida

### Obispos titulares
- Stanisław Jamrozek, desde el 20 de abril de 2013